# 피어스 모건
피어스 모건(Piers Morgan, 1965년 3월 30일 ~ )은 잉글랜드의 텔레비전 진행자 및 언론인이다. 2011년 1월 17일 래리 킹 라이브의 후속 프로그램인 CNN에 피어스 모건 라이브를 개편하다가 2014년 2월 CNN에 의해 2014년 3월 28일 종영하였다. 그리고 그는 영국으로 돌아온 후 브리튼스 갓 탤런트에서 심사위원으로 활동하고 있다가 다시 미국으로 건너간 후 NBC의 아메리카 갓 탤런트로 활동하고 있다.

## 이른 생활
피어스 모건은 1965년 3월 30일 이스트 서식즈 주 뉴윅에서 테아닜디. 그의 아버지 빈센트 에몬 오메라는 아일랜드 출신의 치과 의사였고 그의 어머니 가브리엘 조지나 세빌리(노나 올리버)는 피어스 모건이 태어날 때 그의 아버지가 돌아가신 후에 재혼했다.
그는 형제 자매가 있다. 기독교인인 피어스 모건은 로마 가톨릭교회 소속이다. 그는 그의 계부의 성을 가져다 교각 피어스 스테판 휴고 모건으로 알려지게 되었다. 그 후 여섯 번째 양식 수도회 학교 뒤에 루이스, 이스트 서식스 주 근처 찰리 학교에서 종합 중학교로 다니기 시작할 때까지 7살부터 13살까지 사립 학교 코모너 집에서 공부했다. 피어스 모건은 할로우 대학에서 저널리즘을 공부했다. 로이드의 런던에서 짧은 활동을 한 후, 1985년 써리와 런던 남부 신문 그룹에 참여했고, 그는 사우스 런던 뉴스 기자와 스트리툼 및 투팅 뉴스로 근무했다고 한다.